# Europäischer Aus- und Weiterbildungskongress
Der Europäische Aus- und Weiterbildungskongress ist eine Tagung, die bis zum Jahr 2008 jährlich im Rahmen der Handwerkstage in der Koelnmesse stattfand und im Jahr 2012 wieder ins Leben gerufen wurde. 1992 vom Westdeutschen Handwerkskammertag (WHKT)  und seinen Mitgliedern und europäischen Partnern gegründet, thematisiert der Kongress aktuelle Themen aus dem Aus- und Weiterbildungsbereich, der Berufsqualifikation, dem Qualitäts- und dem Personalmanagement. Dazu werden Politiker, Kammermitglieder und Wirtschaftsexperten aus ganz Europa eingeladen.  Nach vierjähriger Pause fand der Kongress mit Unterstützung des Zentralverbands des Deutschen Handwerks (ZDH) am 9. November 2012 im Veranstaltungszentrum Gürzenich Köln erstmals wieder statt. Der 19. Kongress wurde am 21. November 2014 in der Flora Köln abgehalten. Der 20. Kongress fand als "Aus- und Weiterbildungskongress" am 5. Juli 2017 in Bonn statt. 
Folgende Kongresse fanden statt
- 1. Europäischer Aus- und Weiterbildungskongress, 1992
- 2. Kongress 1993: „Strukturwandel durch Qualifizierung“
- 3. Kongress 1994: „Qualitätsmanagement in Klein- und Mittelbetrieben“
- 4. Kongress 1995: „Berufliche Bildung auf dem Prüfstand – Konzepte für innovative Bildungsstrategien“
- 5. Kongress 1996: „Die Zukunft der Klein- und Mittelbetriebe in Europa – Lebenslanges Lernen“
- 6. Kongress 1997: „Europäische Qualitätsstandards für Unternehmerzertifizierung“
- 7. Kongress 1998: „Berufsausbildung in Europa: Erwartungen der Klein- und Mittelbetriebe und des Handwerks“
- 8. Kongress 1999: „Dienstleistung der KMU stärken. Neue Wege zur Kundenorientierung! Herausforderung für die Aus- und Weiterbildung“
- 9. Kongress 2000: „Handwerk und Wissenschaft – Wege der Kooperation“
- 10. Kongress 2001: „Wettbewerbsvorteile durch internationale Kompetenzen – Erfolgsstrategien für Handwerk und KMU“
- 11. Kongress 2002: „Veränderungen von Wirtschaft und Gesellschaft – Die berufliche Bildung im europäischen Wandel“
- 12. Kongress 2003: „Unternehmergeist und Zertifizierungen in Europa – Von der Unternehmerschule bis zu Soft Skills“
- 13. Kongress 2004: „Beschäftigungsfähigkeit sichern–Anforderungen an die Berufsbildung“
- 14. Kongress 2005: „Gleichwertigkeit allgemeiner und beruflicher Bildung – Neue Wege zur Stärkung des Dualen Systems“
- 15. Kongress 2006: „Werte wandeln und Kompetenzen entwickeln – Berufsausbildung im Spannungsfeld von Familien-, Arbeitsmarkt- und Sozialpolitik“
- 16. Kongress 2007: „Fachkräftesicherung im Mittelstand – Krisenmanagement heute beginnen!“
- 17. Kongress 2008: „Chancen und Wert der Berufsbildung in den Nationalen Qualifikationsrahmen (NQR)“
- 18. Kongress 2012: „Betrieb sucht Talent: anerkennen – qualifizieren – beschäftigen“
- 19. Kongress 2014: "Bildungsmotivation – Braucht Bildung einen Grund?"
- 20. Kongress 2017: "Von der Schule in den Beruf – Fachkräftesicherung in KMU"